# 彼得·里萨科
彼得·里萨科（波蘭語：Piotr Lisek，1992年8月16日—）是一名专攻撑杆跳高的波兰田径运动员。他在2015年世界田径锦标赛上获得铜牌，在2017年和2019年世界田径锦标赛上获得银牌。他是第一位跳过6米的波兰撑杆跳高选手。